# Tanyptera (Tanyptera) dorsalis
Tanyptera (Tanyptera) dorsalis is een tweevleugelige uit de familie langpootmuggen (Tipulidae). De soort komt voor in het Nearctisch gebied.